# Galium ghilanicum
Galium ghilanicum är en måreväxtart som beskrevs av Otto Stapf. Galium ghilanicum ingår i släktet måror, och familjen måreväxter. Inga underarter finns listade i Catalogue of Life.